# Nonostante la nebbia
Nonostante la nebbia è un film  del 2018 scritto e diretto da Goran Paskaljević.

## Trama
L'accoglienza a un bambino rifugiato dalla guerra civile in Siria crea turbamento nel ménage di una coppia.